# 寶山州
寶山州， 元明時期雲南的一個州，本漢邪龍縣地，南有金沙江，在今雲南省玉龍縣寶山鄉寶山石頭城。

## 沿革
- 元至元十四年以大匱七處立寶山縣，十六年升州[3]
- 明代屬麗江府[4]
- 清代會典中土官仍列有寶山州土知州一員[5]

## 寶山州土知州和氏
寶山州土知州和氏：和耐、和阿日

## 寶山州印
寶山州印，於1984年3月18日發掘於大研鎮